# Guemesia
Guemesia ochoai
Genre
Espèce
Guemesia (qui signifie « celui de Güemes ») est un genre de dinosaures de la famille des Abelisauridae découvert dans la formation Los Blanquitos (en) du Crétacé supérieur de la province de Salta, en Argentine. Le type et seule espèce est Guemesia ochoai, connue à partir d'une boîte crânienne presque complète. C'est l'un des plus petits abélisauridés actuellement connus.

## Systématique
Le genre Guemesia et l'espèce Guemesia ochoai ont été décrits en 2022 par Federico Lisandro Agnolín (d), Mauricio A. Cerroni (d), Agustín Scanferla (d), Anjali Goswami, Ariana Paulina-Carabajal (d), Thomas John Dixon Halliday (d), Andrew R. Cuff (d) et Reuil (d),.

## Découverte
L'holotype de Guemesia, IBIGEO-P 103, est une petite boîte crânienne presque complète. Il a été trouvé dans la formation Los Blanquitos, dans la vallée d'Amblayo de la province de Salta, en Argentine. Le spécimen a été décrit en 2022 par Federico Lisandro Agnolín et al. comme appartenant à un nouveau genre et à une nouvelle espèce de dinosaure abélisauridé, et le premier dinosaure de ce type connu dans la région.

## Classification
Agnolin et al. placent Guemesia comme un abélisauridé dérivé dans le clade Brachyrostra.

## Paléoécologie
Guemesia est connue de la formation de Los Blanquitos. Le théropode maniraptorien Unquillosaurus est également connu de cette formation, ainsi que des fossiles de ce qui pourrait appartenir à une espèce de Titanosaurus,.

## Étymologie
Le nom générique, Guemesia, a été choisi en l'honneur du général Martín Miguel de Güemes (1785-1821), qui a défendu le Nord-Ouest de l'Argentine durant la guerre d'indépendance, et ce dans la mesure où 2021 avait été proclamée « bicentenaire de la mort du général Güemes » par le sénat en Argentine.
L'épithète spécifique, ochoai, lui a été donnée en l'honneur de Javier Ochoa, technicien au Museo Regional Florentino Ameghino, qui a découvert le spécimen décrit.

## Publication originale
- (en) Federico L. Agnolín, Mauricio A. Cerroni, Agustín Scanferla, Anjali Goswami, Ariana Paulina-Carabajal, Thomas Halliday, Andrew R. Cuff et Santiago Reuil, « First definitive abelisaurid theropod from the Late Cretaceous of Northwestern Argentina », Journal of Vertebrate Paleontology, SVP et Taylor & Francis, vol. 41, no 4,‎ 10 février 2022, e2002348 (ISSN 0272-4634 et 1937-2809, OCLC 238100068, DOI 10.1080/02724634.2021.2002348, lire en ligne).